# Blechhammer
Blechhammer – niemiecki nazistowski obóz pracy i filia Auschwitz-Birkenau znajdujący się na terenie Sławięcic, jednej z dzielnic Kędzierzyna-Koźla.

## Historia
Na przełomie lat 1939/1940 spółka akcyjna Oberschlesische Hydrierwerke AG Blechhammer rozpoczęła budowę fabryki benzyny syntetycznej w Blachowni Śląskiej. Ściśle wiązało się to z ekspansywnymi planami polityki hitlerowskiej w czasie drugiej wojny światowej.
Do rozbudowy i obsługi tych zakładów wykorzystywano przede wszystkim robotników przywiezionych na roboty przymusowe oraz więźniów i jeńców wojennych. Cały teren przyzakładowy pokryto gęstą siecią obozów, w których umieszczano dziesiątki tysięcy ludzi.
Ze względu na charakter tych obozów można je podzielić na trzy zasadnicze grupy: obozy pracy przymusowej, obozy karne i obozy jenieckie. Najliczniejszą grupę stanowiły obozy pracy przymusowej, wśród których przeważali Polacy.
Specyficzną kategorię obozów pracy przymusowej stanowiły obozy żydowskie. W okolicach Kędzierzyna (Heydebreck) i Blachowni Śląskiej (Blechhammer) było ich kilka, m.in. Bierawie (Reigersfeld), na Górze św. Anny (Annaberg), w Sławięcicach (Ehrenforst) tzw. „Dorflager”. W obozach tych osadzano Żydów przeważnie z Górnego Śląska. W miarę nasilania akcji likwidacji gett i wywożenia ludności żydowskiej do obozów zagłady, obozy przymusowej pracy Żydów były systematycznie likwidowane.
Na przełomie lat 1943/44 większość więźniów-Żydów z obozów pracy w rejonie koźleckim przeniesiono do tzw. „Judenlager”, położonego w pobliżu dworca kolejowego w Sławięcicach niedaleko Blachowni Śląskiej. Był to jeden z najstarszych obozów przymusowej pracy Żydów w tym rejonie. Jego budowę rozpoczęto w 1942 roku siłami około 350 Żydów przywiezionych do Sławięcic w marcu lub kwietniu 1942 roku z obozu pracy na Górze św. Anny. Początkowo umieszczano ich w obozie „Dorflager” w Sławięcicach a następnie w czerwcu tegoż roku przeniesiono do sześciu baraków znajdujących się w pobliżu tego obozu. W ten sposób powstał następnie rozbudowany i powiększony nowy obóz, zwany „Judenlager”. Kierowano do niego dalsze transporty Żydów przeważnie z Górnego Śląska. W krótkim czasie stan obozu osiągnął liczbę kilku tysięcy więźniów. Funkcję Lagerführera pełnił wówczas Erich Hoffmann. Jednym ze strażników w obozie był funkcjonariusz policji Rettinghausen zwany przez więźniów „Mikwennik”.
Pod koniec 1943 roku komendantura obozu koncentracyjnego Oświęcim III rozpoczęła pertraktacje w sprawie przejęcia „Judenlager” pod swój zarząd. Zostały one sfinalizowane 1 kwietnia 1944 roku. „Judenlager” został podporządkowany obozowi koncentracyjnemu Oświęcim III i stał się jednym z oświęcimskich podobozów. Odtąd w dokumentach figurował on pod nazwą „Arbeitslager Blechhammer”.
Podobóz był położony przy drodze prowadzącej do dworca kolejowego z centrum Sławięcic, w odległości 2,5 km na południowy wschód od Blachowni Śląskiej. Od strony wschodniej i zachodniej otaczał go las, od południa przylegał do bocznicy kolejowej zakładów chemicznych w Blachowni, natomiast od północy sąsiadował z barakami SS. Cały teren obozu (o powierzchni 4 hektarów) otoczony był wysokim na 4 metry murem betonowym. W górnej części ogrodzenia rozciągnięty był drut kolczasty, przez który płynął prąd elektryczny, oraz znajdowała się instalacja oświetleniowa.
Wzdłuż wewnętrznej strony ogrodzenia stały betonowe wieże strażnicze a na zewnątrz muru betonowe bunkry, będące schronami przeciwlotniczymi. W obrębie ogrodzenia mieściło się około 25 drewnianych baraków mieszkalnych i szpitalnych (o wymiarach około 7,5 metra na 40 metrów) oraz baraki-ustępy, umywalnie, warsztaty i podziemne magazyny.
Po przejęciu obozu przez SS, wybudowano w północno-wschodnim narożniku krematorium. Był to niewielki budynek murowany (o wymiarach 7,6 metra długości, 5,6 metra szerokości i 2,35 metra wysokości), w którym znajdował się żelazny piec na paliwo płynne do spalania zwłok. Zwłoki wkładano do pieca na specjalnych żelaznych noszach. Jednocześnie można było spalić dwoje zwłok.
21 stycznia 1945 rozpoczął się wspólny marsz więźniów i robotników przymusowych z różnych obozów w regionie, który miał na celu albo sprowadzenie niewolników do obozu Groß-Rosen. W dniu ewakuacji Blechhammer opuściło około 4000 więźniów. Marsz śmierci prowadził przez Koźle – Prudnik – Głuchołazy – Nysę – Otmuchów – Ząbkowice Śląskie – Świdnicę i Strzegom do Groß-Rosen, do którego ocaleni dotarli 2 lutego. Podczas marszu esesmani zabili około 800 więźniów. Przed wyzwoleniem obozu baraki z chorymi więźniami wewnątrz zostały ostrzelane, obrzucone granatami i podpalone przez esesmanów.
Pod względem organizacyjnym podobóz Blechhammer nie różnił się od innych podobozów oświęcimskich. Na czele władz obozowych stał kierownik (Lagerführer). Pełnił on jednocześnie funkcję dowódcy kompanii wartowniczej (Kompanieführer), w związku z czym podlegali mu: podoficer raportowy (Rapportführer), nadzorcy bloków (Blockführerzy), sanitariusze (SS-Sänitats Dienstgrad – SDG), Stabsscharführer oraz strażnicy SS. Jako autonomiczna komórka organizacyjna w obozie funkcjonował oddział polityczny (Politische Abteilung). Pierwszym kierownikiem obozu i dowódcą 7. kompanii wartowniczej, wyznaczonej do pilnowania więźniów podobozu Blechhammer, został mianowany SS-Hauptsturmführer Otto Brossmann. Pełnił on swoje funkcje do dnia 9 listopada 1944 roku. W tym dniu funkcję dowódcy 7. kompanii wartowniczej i kierownika podobozu Blechhammer przejął SS-Untersturmführer Kurt Klipp. Na stanowiskach tych pozostał do czasu ewakuacji podobozu w styczniu 1945 roku. Najbliższym współpracownikiem obu kierowników był szef oddziału politycznego SS-Oberscharführer Walter Schmidt. Sprawami personalnymi SS-manów wchodzących w skład kompanii wartowniczej oraz przydzielaniem czynności służbowych zajmował się Stabsscharführer, którym był mianowany SS-Oberscharführer Fritz Klingberg, natomiast funkcję Rapportführera pełnił SS-Unterscharführer Hans Stefan Olejak.
Nadzór nad szpitalem obozowym powierzony był sanitariuszom (SS-Sänitats Dienstgrad), którzy również byli odpowiedzialni za stan sanitarny całego obozu. Stanowisko to zajmowali kolejno: SS-Oberscharführer Herbert Scherpe; SS-Sturmmann Peter Quirin; SS-Sturmmann Karl Kaufmann oraz SS-Hauptscharführer Heinrich Müller.
W 2021 roku odremontowano budynek krematorium.

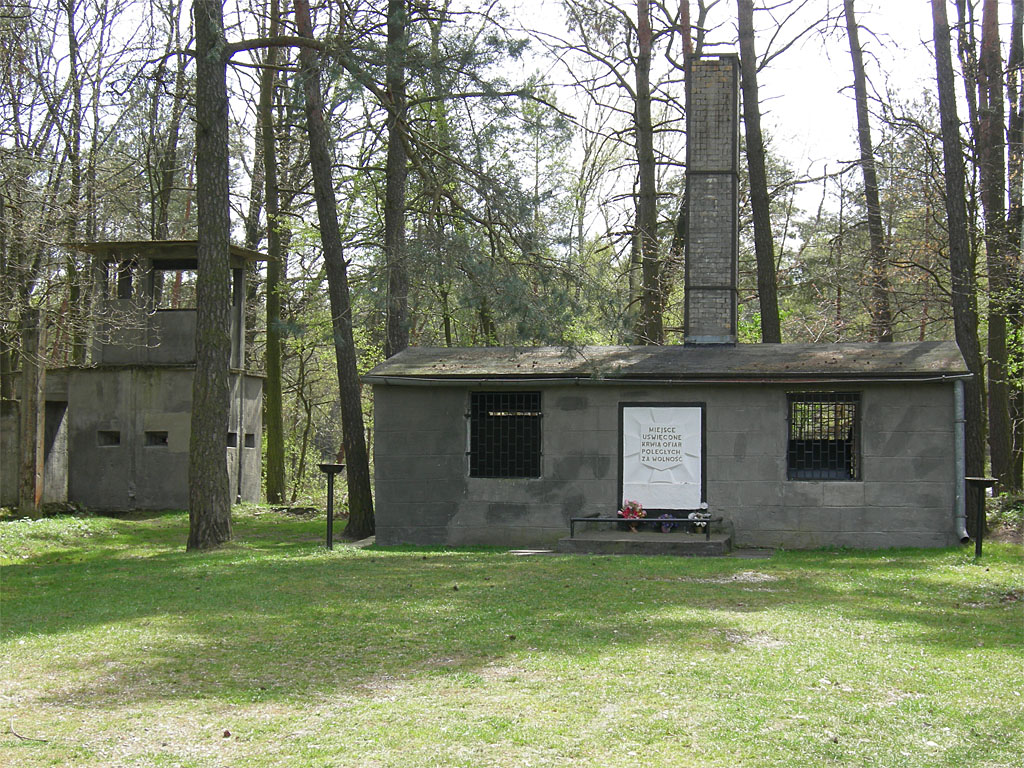
Obóz Blechhammer, Krematorium
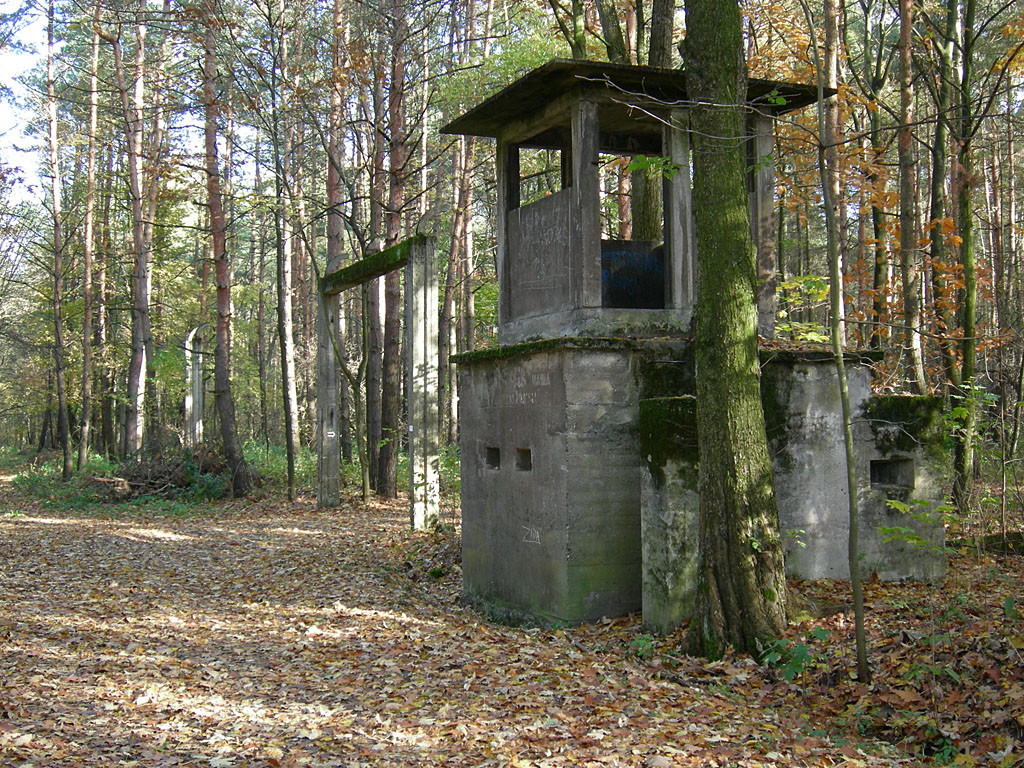
Obóz Blechhammer, Wejście do obozu